# Ruta Estatal de California 219
La Ruta Estatal de California 219, abreviada SR 219 (en inglés: California State Route 219) es una carretera estatal estadounidense ubicada en el estado de California. La carretera inicia en el Oeste desde la SR 99     en Salida en sentido Este hasta finalizar en la SR 108     cerca de Modesto. La carretera tiene una longitud de 7,6 km (4.742 mi).

## Mantenimiento
Al igual que las autopistas interestatales, y las rutas federales y el resto de carreteras estatales, la Ruta Estatal de California 219 es administrada y mantenida por el Departamento de Transporte de California por sus siglas en inglés Caltrans.